# Chaerilus laoticus
Espèce
Chaerilus laoticus est une espèce de scorpions de la famille des Chaerilidae.

## Distribution
Cette espèce est endémique du Laos. Elle se rencontre vers Xiang Kuang à 1 500 m d'altitude.

## Description
Le mâle holotype mesure 20,8 mm et la femelle paratype 18,9 mm.

## Étymologie
Son nom d'espèce lui a été donné en référence au lieu de sa découverte, le Laos.

## Publication originale
- Lourenco & Zhu, 2008 : Description of two new species of the genus Chaerilus Simon, 1877 (Scorpiones, Chaerilidae) from Laos and Vietnam. Acta Zootaxonomica Sinica, vol. 33, no 3, p. 462-474.